# Gesellschaft für Nuklear-Service
De Duitse Gesellschaft für Nuklear-Service mbH (GNS) verricht diensten op het gebied van radioactief afval en de ontmanteling van nucleaire installaties en opereert via verschillende dochterondernemingen tussentijdse opslagplaatsen voor bestraalde splijtstof en radioactief afval zoals in Gorleben en Ahaus. Het werd opgericht in 1977 na de oprichting van de Gesellschaft für Nuklear-transporte mbH (GNT) in 1974.
De GNS heeft meerdere nationale locaties en is ook internationaal vertegenwoordigd, het hoofdkantoor is in de Hollestraße in Essen. Het bedrijf heeft ongeveer 400 medewerkers en rapporteerde in 2007 een omzet van ongeveer 200 miljoen euro.
De aandeelhouders van de Gesellschaft für Nuklear-Service zijn E.ON (48%), RWE (28%), EnBW (18,5%) en Vattenfall (5,5%). Het bedrijf is voor 75% eigenaar van de Deutsche Gesellschaft zum Bau und Betrieb von Endlagern für Abfallstoffe (DBE).
Het bedrijf produceert twee typen droge opslag systemen namelijk CASTOR en CONSTOR.